# Gian Carlo Menotti
Gian Carlo Menotti (1911-2007) là nhà soạn nhạc, nhạc trưởng người Ý.

## Cuộc đời và sự nghiệp
Gian Carlo Menotti học âm nhạc với mẹ, sáng tác 2 vở opera khi chơa mới 15 tuổi, theo học Nhạc viện Milan trong các năm 1923-1927. Sau khi chuyển sang Mỹ năm 1928, Menotti học Viện Âm nhạc Curtis, trở thành học trò của Rosario Scalero trong các năm 1928-1934. Ở đây, Menotti kết bạn với Samuel Barber.

## Phong cách âm nhạc
Sáng tác chủ yếu của Gian Carlo Menotti là opera. Menotti tự viết lời cho tất cả vở opera của mình. Trong các tác phẩm, ông kết hợp việc tìm tòi những phương thức biểu hiện mới với những truyền thống mà Giuseppe Verdi và Giacomo Puccini để lại. Các opera của Menotti mang đậm tính sân khấu, năng động về hành động, phong phú về giai điệu.

## Những tác phẩm
Gain Carlo Menotti đã sáng tác:
- 20 vở opera, trong đó có:

- Nàng Amelia đi vũ hội (1934-1937)
- Medium (1942)
- Điện thoại (1947)
- Maria Golovin (1958)
- Dã nhân cuối cùng (1963)
- Người anh hùng (1976)
- Cô dâu đến từ Pluto (1981-1982)
- Đám cưới (1988)

- 3 vở ballet
- Giao hưởng thơ Apocalypse (1951)
- Concerto:

- Cho violin (1952)
- Cho contrabass (1983)

- Các tác phẩm thanh nhạc